# Aszot Amatuni
Aszot Amatuni (orm. Աշոտ Ամատունի, ros. Ашот Апетович Аматуни, ur. 23 grudnia 1923 w Leninakanie (obecnie Giumri), zm. 9 października 2018 w Symferopolu) – generał major Sił Zbrojnych ZSRR, generał porucznik Sił Zbrojnych Ukrainy, Bohater Związku Radzieckiego (1945).

## Życiorys
Urodził się w ormiańskiej rodzinie robotniczej. Skończył 10 klas kolejowej szkoły średniej, później studiował na Wydziale Fizyczno-Matematycznym Leninakańskiego Instytutu Pedagogicznego. Od lipca 1941 służył w Armii Czerwonej, uczył się w szkole piechoty w Ordżonikidzem, od lipca 1942 uczestniczył w wojnie z Niemcami. Walczył na Froncie Stalingradzkim, brał udział w bitwie pod Stalingradem, w 1944 ukończył szkołę wojsk pancernych w Saratowie, był kolejno dowódcą czołgu, plutonu i kompanii, walczył na 2 Froncie Ukraińskim i 1 Białoruskim. Uczestniczył w operacji bieriezniegowato-snigiriowskiej i odeskiej, forsowaniu Bugu i Dniestru, wyzwalaniu Nowej Odessy i Tyraspola, operacji brzesko-lubelskiej, walkach na warszawskiej Pradze i przyczółku warecko-magnuszewskim. Od sierpnia 1944 należał do WKP(b). Zimą 1945 brał udział w operacji wiślańsko-odrzańskiej, w tym w wyzwalaniu Sochaczewa, Lubienia, Inowrocławia, walkach o Piłę, w operacji pomorskiej i berlińskiej. Jako dowódca 1 kompanii czołgów 3 batalionu czołgów 49 Brygady Pancernej 12 Gwardyjskiego Korpusu Pancernego w stopniu porucznika szczególnie wyróżnił się w walkach o Sochaczew, Lubień i Inowrocław od 14 do 22 stycznia 1945, zadając Niemcom duże straty w ludziach i sprzęcie, m.in. niszcząc 17 samolotów w Lubieniu 19 stycznia. Był pięciokrotnie ranny, w tym 4 września 1942 i 30 kwietnia 1945 ciężko. Po wojnie służył w Grupie Wojsk Radzieckich w Niemczech, w 1951 ukończył Wojskową Akademię Wojsk Pancernych i Zmechanizowanych im. Stalina, po czym został zastępcą szefa sztabu 196 pułku czołgowo-samochodowego w Achalkalaki (Gruzińska SRR), 1952-1958 dowodził pułkiem w Tyraspolu. W latach 1958–1963 dowodził 86 Dywizją w Bielcach, 1963-1973 był zastępcą dowódcy 32 Korpusu w Symferopolu, 1973-1981 zastępcą dowódcy 7 Armii w Erywaniu, a 1981-1984 zastępcą wojskowego komisarza Armeńskiej SRR, następnie zakończył służbę wojskową. Od 1984 do 1995 był dyrektorem Muzeum "Armenia w Wielkiej Wojnie Ojczyźnianej" w Erywaniu. W latach 1947–1955 był deputowanym do Rady Najwyższej Armeńskiej SRR. Mieszkał w Erywaniu, później w Symferopolu. Był deputowanym do Rady Najwyższej Autonomicznej Republiki Krymu, był członkiem Narodowego Komitetu Krymskich Ormian oraz członkiem Rady Weteranów 32 Korpusu Armijnego. Jego imieniem nazwano szkołę w Giumri.

## Awanse
- pułkownik (8 lutego 1965)
- generał major (7 maja 1980)
- generał porucznik (Ukraina, 5 maja 2008)

## Odznaczenia
- Złota Gwiazda Bohatera Związku Radzieckiego (27 lutego 1945)
- Order Lenina (27 lutego 1945)
- Order Czerwonego Sztandaru (3 lutego 1945)
- Order Wojny Ojczyźnianej I klasy (11 marca 1985)
- Order Czerwonej Gwiazdy (dwukrotnie, 23 marca 1944 i 30  grudnia 1956)
- Order „Za służbę Ojczyźnie w Siłach Zbrojnych ZSRR” III klasy (30 kwietnia 1975)
- Medal „Za zasługi bojowe” (17 maja 1951)
- Medal „Za wyzwolenie Warszawy”
- Medal „Za zdobycie Berlina”
- Medal „Za zwycięstwo nad Niemcami w Wielkiej Wojnie Ojczyźnianej 1941–1945”
- Medal jubileuszowy „30 lat Armii Radzieckiej i Floty”
- Order „Za zasługi” II klasy (Ukraina, 22 stycznia 2013)
- Order „Za zasługi” III klasy (Ukraina, 2005)

I inne.